# Synaldis globipes
Synaldis globipes är en stekelart som beskrevs av Fischer 1962. Synaldis globipes ingår i släktet Synaldis och familjen bracksteklar. Arten är reproducerande i Sverige. Inga underarter finns listade i Catalogue of Life.